# Aïan
Aïan (en russe : Ая́н) est un village de Russie, centre administratif du raïon d'Aïan-Maïsk, situé au bord de la mer d'Okhotsk. Il est le dernier village à tomber de la guerre civile russe aux mains des communistes le 17 juin 1923, tandis que le dernier général blanc toujours en Russie, Anatoli Pepeliaïev, se rend deux jours plus tard.
Le village est éloigné des autres localités, en hiver le lien n'est assuré que par l'avion.

## Histoire

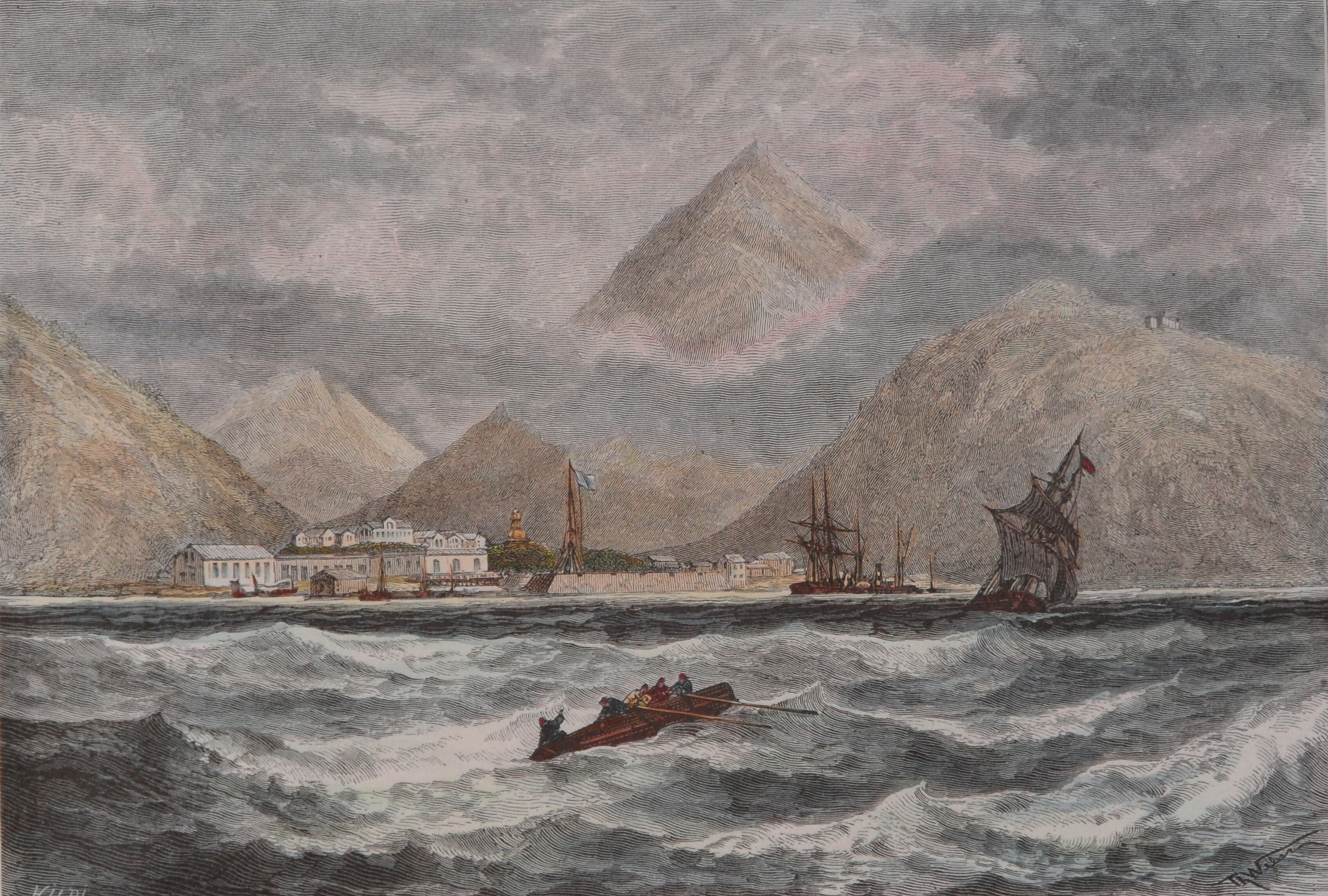
Aïan en 1870

Le village fut fondé en 1843 par la Compagnie russe d'Amérique pour assurer le transport des marchandises de Iakoutsk vers les côtes maritimes de la mer d'Okhotsk. L'année 1844, on commença la construction de la route nommée Amguino-Aïanskaïa qui partait de Iakoutsk et passait par Nelkan, Aïm, Oust-Maï et Amga. La route fut inaugurée en 1852, ce qui permit le développement du village.

## Climat
Le climat est continental, la température habituelle est −16 °C, −20 °C en hiver et +18 °C, +20 °C en été.
| Mois                                  | jan.       | fév.       | mars      | avril      | mai        | juin      | jui.      | août      | sep.      | oct.       | nov.       | déc.       | année      |
| ------------------------------------- | ---------- | ---------- | --------- | ---------- | ---------- | --------- | --------- | --------- | --------- | ---------- | ---------- | ---------- | ---------- |
| Température minimale moyenne (°C)     | −20,5      | −19,9      | −14,7     | −6,4       | −0,4       | 4,9       | 10        | 10,8      | 5,7       | −2,5       | −13,3      | −19,5      | −5,5       |
| Température moyenne (°C)              | −16,9      | −16        | −9,9      | −2,9       | 2,3        | 7,8       | 12,5      | 13,9      | 9,7       | 1,2        | −10        | −16,1      | −2         |
| Température maximale moyenne (°C)     | −13,2      | −11,8      | −5,5      | 0,7        | 5,9        | 11,6      | 15,6      | 17,5      | 13,7      | 4,9        | −6,6       | −12,8      | 1,7        |
| Record de froid (°C) date du record   | −37,9 1996 | −35,6 1944 | −31 1954  | −23,5 1999 | −14,7 1946 | −4,2 1954 | 0,4 1966  | 0,9 2016  | −6,7 1976 | −20,2 1964 | −29,6 1950 | −34,7 1996 | −37,9 1996 |
| Record de chaleur (°C) date du record | 2,7 1979   | 2,8 1990   | 10,6 1990 | 17,5 1979  | 30,3 1990  | 33,7 2008 | 33,2 1934 | 30,7 2010 | 27,2 2010 | 18,6 1934  | 10 2013    | 4,6 1989   | 33,7 2008  |
| Ensoleillement (h)                    | 97         | 141        | 209       | 183        | 170        | 187       | 152       | 158       | 157       | 151        | 106        | 70         | 1 781      |
| Précipitations (mm)                   | 27         | 13         | 28        | 44         | 101        | 94        | 155       | 168       | 148       | 108        | 56         | 28         | 970        |
| dont neige (cm)                       | 39         | 47         | 53        | 52         | 23         | 0         | 0         | 0         | 0         | 3          | 20         | 32         | 269        |
| Nombre de jours avec précipitations   | 0          | 0,1        | 0,2       | 1          | 11         | 16        | 19        | 16        | 15        | 8          | 1          | 0,1        | 87         |
| Humidité relative (%)                 | 57         | 55         | 63        | 76         | 83         | 85        | 88        | 83        | 74        | 61         | 54         | 54         | 69         |
| Nombre de jours avec neige            | 10         | 7          | 10        | 14         | 12         | 1         | 0         | 0         | 0         | 8          | 10         | 9          | 81         |
| Nombre de jours d'orage               | 0          | 0          | 0         | 0          | 0,1        | 1         | 1         | 1         | 0,2       | 0,1        | 0          | 0          | 3          |
| Nombre de jours avec brouillard       | 0,1        | 0,04       | 1         | 4          | 9          | 14        | 14        | 7         | 3         | 0,2        | 0,1        | 0,03       | 52         |

| Diagramme climatique                                  |              |             |           |            |           |           |             |            |            |             |              |
| J                                                     | F            | M           | A         | M          | J         | J         | A           | S          | O          | N           | D            |
| −13,2−20,527                                          | −11,8−19,913 | −5,5−14,728 | 0,7−6,444 | 5,9−0,4101 | 11,64,994 | 15,610155 | 17,510,8168 | 13,75,7148 | 4,9−2,5108 | −6,6−13,356 | −12,8−19,528 |
| Moyennes : • Temp. maxi et mini °C • Précipitation mm |              |             |           |            |           |           |             |            |            |             |              |